# 해정술

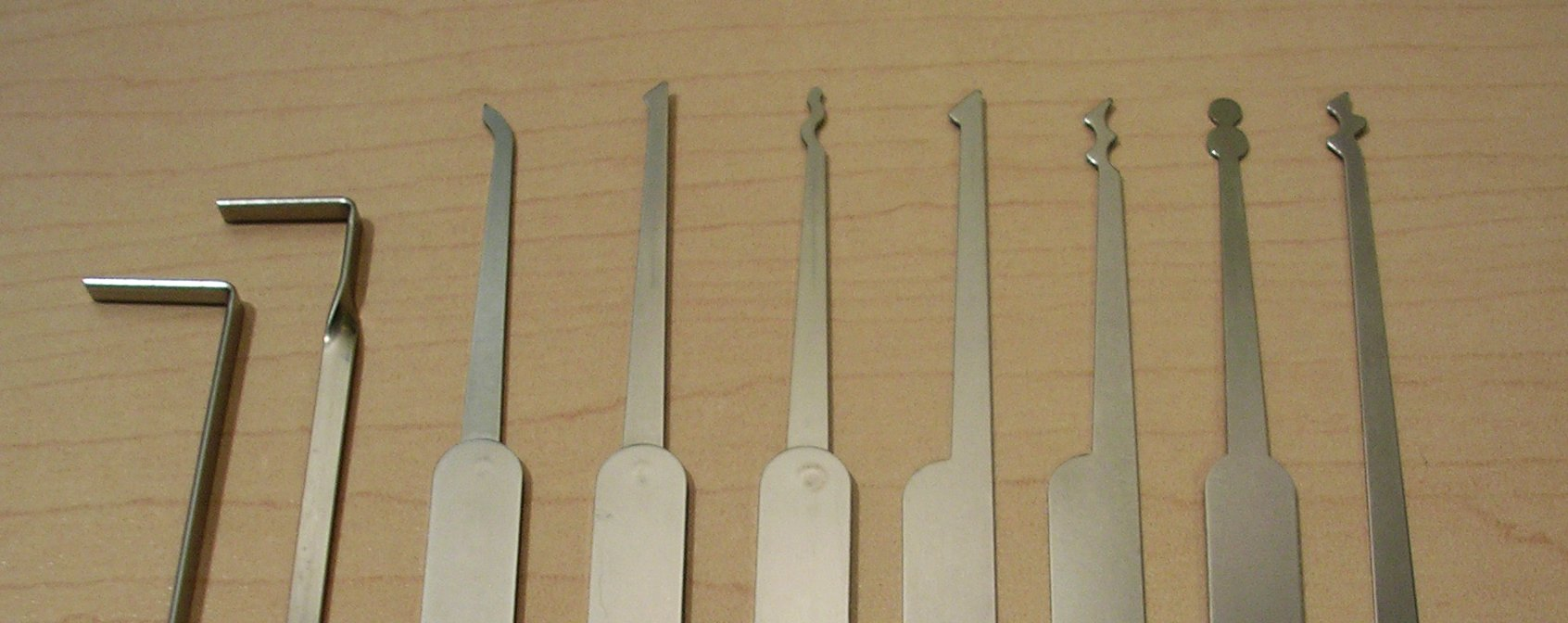
핀텀블러식 자물쇠를 따는 락픽.

해정술(解錠術, lockpicking)은 자물쇠를 열쇠 없이 따는 기술이다. 자물쇠 따기는 대개 범죄적 의도로 행해지는 것으로 여겨지지만, 자물쇠공 같은 직업에게는 필수적인 지식이기도 하다. 일부 계층에서는 취미생활로 수행하기도 한다. 자물쇠가 열쇠 없이 "찰칵" 풀리는 특유의 쾌감이 사람들의 이목을 끈다. 많은 사람들이 열쇠 없이 자물쇠를 따는 것을 안좋게 생각하지만 동북아시아를 제외한 다른 나라에서는 흔한 취미로 여겨지고, 네덜란드 등 비교적 선진국에서는 대회까지 열릴 정도로 유명한 하나의 스포츠라고도 할 수 있다. 보통 취미로 사용되는 것은 9개에서 11개로 이루어져 있으며, 열쇠공들이 쓰는 전문가용은 최대 24개까지 이루어져 있다.

## 같이 보기
- 물리 보안
- 보안